# Angluzelles-et-Courcelles
Pour les articles homonymes, voir Courcelles.
Angluzelles-et-Courcelles (prononcé [ɑ̃ɡlyzɛlə e kuʁsɛlə]) est une commune française, située dans le département de la Marne en région Grand Est.

## Géographie
La commune d'Angluzelles-et-Courcelles est située dans le canton de Fère-Champenoise, au sud-ouest du département de la Marne. Elle se trouve à 45 kilomètres au nord de Troyes et à 75 kilomètres au sud de Reims. La commune se divise en deux villages : Angluzelles à l'ouest et Courcelles à l'est. Située à 87 mètres d'altitude, elle est entourée par les communes de Marigny, Thaas, Faux-Fresnay, Corroy, Ognes et Pleurs. Angluzelles-et-Courcelles se trouve également à 9 kilomètres de la N4 reliant Paris et Strasbourg, à 30 kilomètres de l'A26 allant de Calais à Troyes, et à 22 kilomètres de la gare de Romilly-sur-Seine située sur la ligne Paris-Mulhouse.
| Pleurs  | Ognes                     | Corroy       |
| Marigny | Angluzelles-et-Courcelles | Faux-Fresnay |
|         | Thaas                     |              |

### Hydrographie
La commune est dans la région hydrographique « la Seine de sa source au confluent de l'Oise (exclu) » au sein du bassin Seine-Normandie. Elle est drainée par le canal de la Noue de Barbara, le canal 01 des Prélots, le canal 01 de la Pointe, le Fossé 01 du Haut de Thaas, le Gué de Laine et divers autres petits cours d'eau,.
Le canal de la Noue de Barbara est un canal, chenal non navigable de 14 km qui relie Pleurs à Vouarcesoù il se jette dans la Superbe.

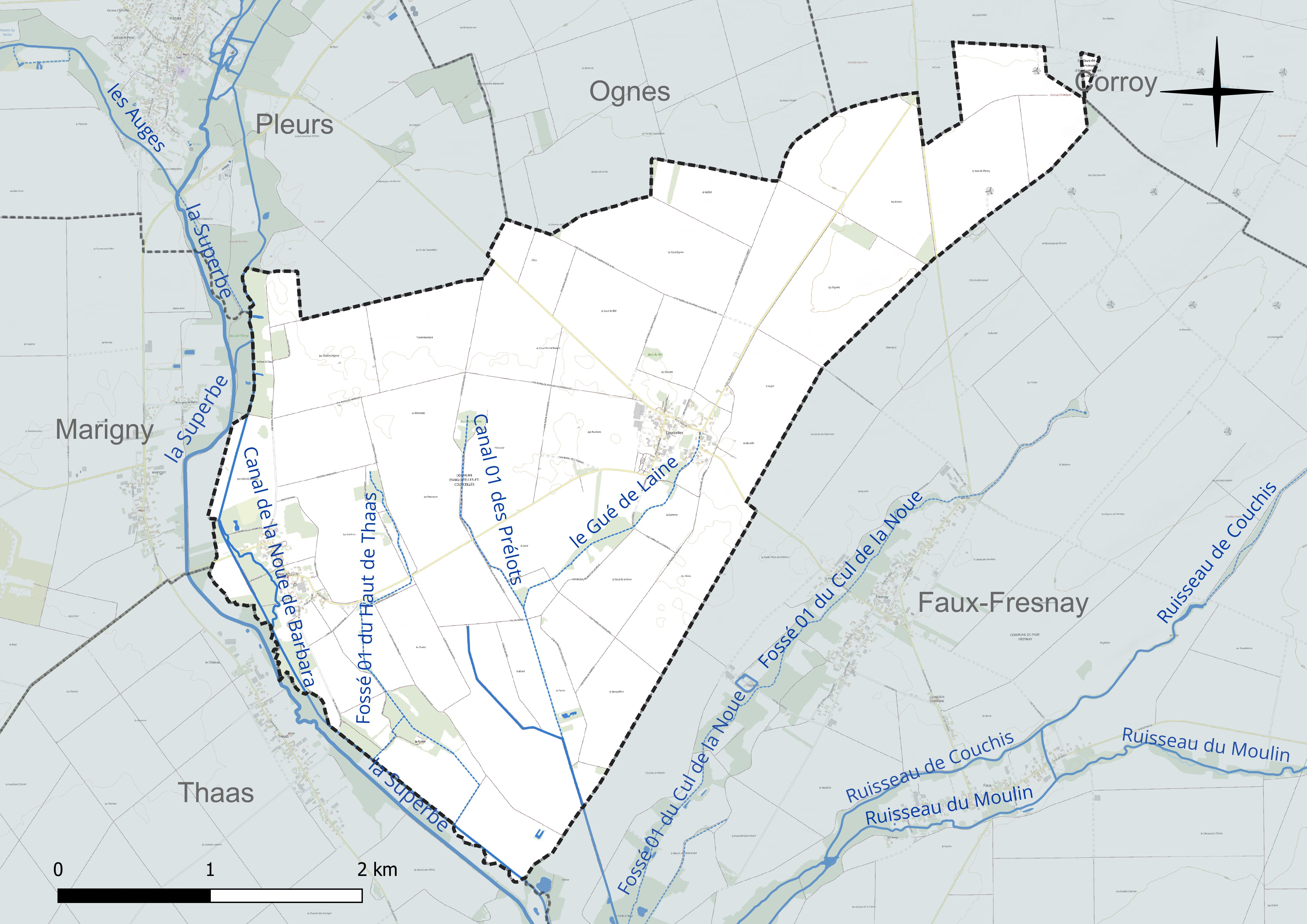
Réseau hydrographique d'Angluzelles-et-Courcelles.

### Climat
Pour des articles plus généraux, voir Climat du Grand Est et Climat de la Marne.
En 2010, le climat de la commune est de type climat océanique dégradé des plaines du Centre et du Nord, selon une étude du Centre national de la recherche scientifique s'appuyant sur une série de données couvrant la période 1971-2000. En 2020, Météo-France publie une typologie des climats de la France métropolitaine dans laquelle la commune est exposée à un climat océanique altéré et est dans la région climatique Nord-est du bassin Parisien, caractérisée par un ensoleillement médiocre, une pluviométrie moyenne régulièrement répartie au cours de l’année et un hiver froid (3 °C).
Pour la période 1971-2000, la température annuelle moyenne est de 10,4 °C, avec une amplitude thermique annuelle de 16,1 °C. Le cumul annuel moyen de précipitations est de 691 mm, avec 11 jours de précipitations en janvier et 7,4 jours en juillet. Pour la période 1991-2020, la température moyenne annuelle observée sur la station météorologique de Météo-France la plus proche, « Romilly », sur la commune de Romilly-sur-Seine à 19 km à vol d'oiseau, est de 11,2 °C et le cumul annuel moyen de précipitations est de 619,5 mm. 
La température maximale relevée sur cette station est de 42,3 °C, atteinte le 25 juillet 2019 ; la température minimale est de −25,2 °C, atteinte le 6 janvier 1971,,.
Les paramètres climatiques de la commune ont été estimés pour le milieu du siècle (2041-2070) selon différents scénarios d'émission de gaz à effet de serre à partir des nouvelles projections climatiques de référence DRIAS-2020. Ils sont consultables sur un site dédié publié par Météo-France en novembre 2022.

## Urbanisme

### Typologie
Au 1er janvier 2024, Angluzelles-et-Courcelles est catégorisée commune rurale à habitat dispersé, selon la nouvelle grille communale de densité à sept niveaux définie par l'Insee en 2022.
Elle est située hors unité urbaine. Par ailleurs la commune fait partie de l'aire d'attraction de Sézanne, dont elle est une commune de la couronne,. Cette aire, qui regroupe 37 communes, est catégorisée dans les aires de moins de 50 000 habitants,.

### Occupation des sols
L'occupation des sols de la commune, telle qu'elle ressort de la base de données européenne d’occupation biophysique des sols Corine Land Cover (CLC), est marquée par l'importance des territoires agricoles (92,1 % en 2018), une proportion sensiblement équivalente à celle de 1990 (91,3 %). La répartition détaillée en 2018 est la suivante : 
terres arables (91,5 %), forêts (4,7 %), zones urbanisées (2,1 %), zones humides intérieures (1,1 %), prairies (0,6 %). L'évolution de l’occupation des sols de la commune et de ses infrastructures peut être observée sur les différentes représentations cartographiques du territoire : la carte de Cassini (XVIIIe siècle), la carte d'état-major (1820-1866) et les cartes ou photos aériennes de l'IGN pour la période actuelle (1950 à aujourd'hui).

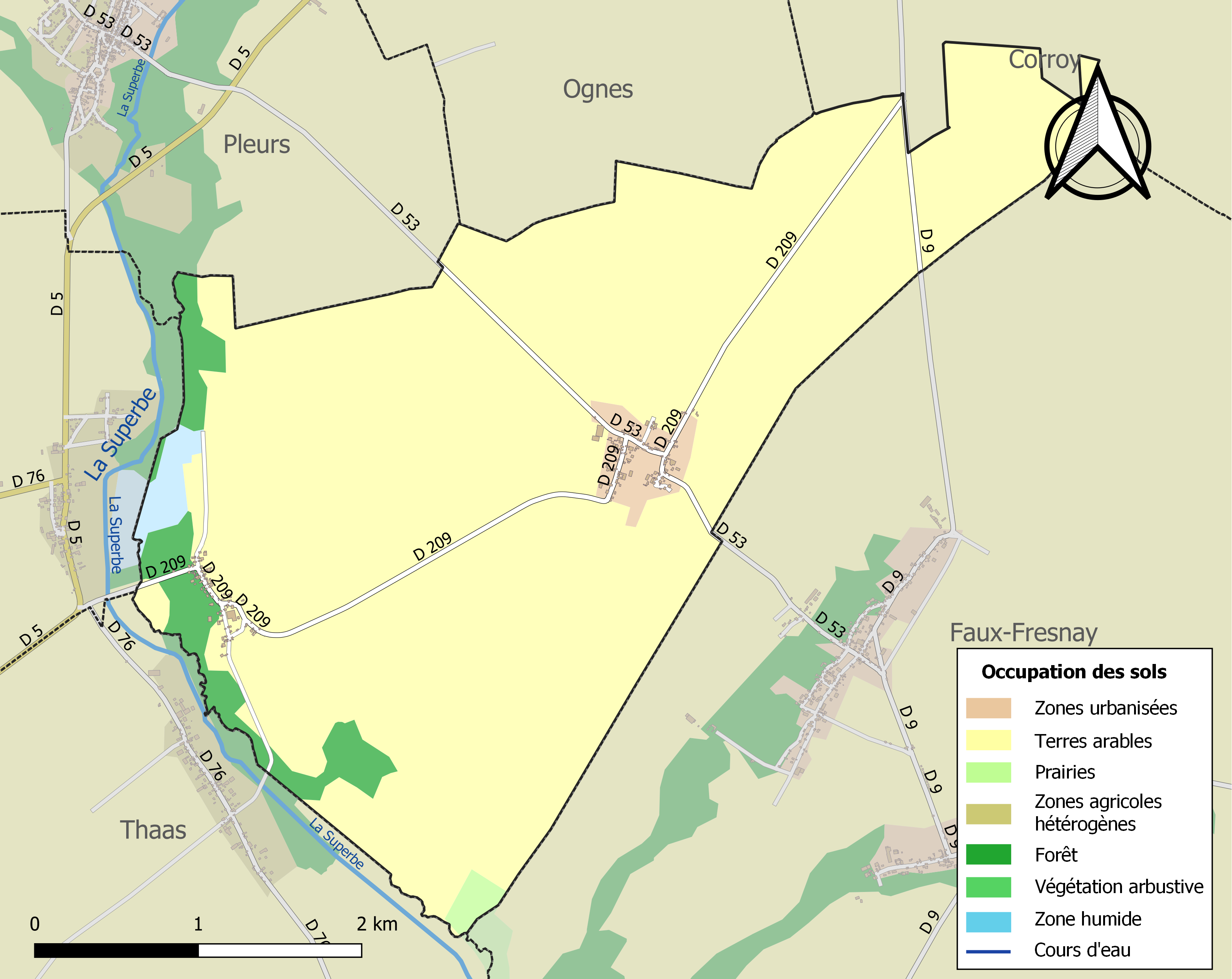
Carte des infrastructures et de l'occupation des sols de la commune en 2018 (CLC).

## Économie
L'économie locale est essentiellement basée sur l'agriculture, et notamment la production de céréales.

## Toponymie
Le nom d'Angluzelles est noté sous les formes latinisées Angledura au XIIe siècle, Engleurella au XIIIe siècle. La forme romane Anglurelles apparaît au XVIe siècle, avant que le [r] intervocalique ne s'assibile en [s].
Ce nom semble représenter une formation gallo-romane °ANGLITURA,  dérivé en -ITURA du latin angulus « angle », soit « la terre comprise dans l'angle ». L'origine du nom d'Angluzelles a autrefois donné lieu à une étymologie populaire selon laquelle on risquait de s'engluer dans les marais situés sur le territoire de la commune.
Quant à Courcelles, à l'instar de nombreuses communes homonymes du Nord de la France, son nom est issu du gallo-roman °CORTICELLAS « les petits domaines ».

## Histoire

### Ancien Régime
Sous l'Ancien Régime, Courcelles était un hameau de la communauté d'Angluzelles, toujours dénombré avec celle-ci, d'où le nom d'Angluzelles-et-Courcelles permanent à partir de 1746.
Angluzelles possédait autrefois un prieuré, situé à proximité de l'église, puis dans l'église elle-même. En 1121, Hatton, évêque de Troyes, fit don de la paroisse à Gauthier, abbé de Montiéramey. À la suite de cette donation et jusqu'à la Révolution française, les abbés successifs de Montiéramey sont restés les collateurs du prieuré d'Angluzelles, alternativement avec le prieur. La paroisse faisait partie du diocèse de Troyes.
Angluzelles a certainement compté plus d'habitants au Moyen Âge que par la suite, ce déclin s'expliquant par les guerres de religion du XVIe siècle. La population de la paroisse a toutefois augmenté sensiblement à partir du XVIIIe siècle. En 1735, elle comptait au total 40 foyers. En 1784, Angluzelles rassemblait 60 foyers (représentant 120 communiants), tandis que Courcelles en comptait une vingtaine. À cette époque, la seigneurie d'Angluzelles relevait du marquisat de Pleurs, et Courcelles était une seigneurie distincte disposant d'une justice particulière. Il s'agissait d'un terroir assez fertile, produisant beaucoup d'oignons et de chanvre. La messe était dite à Angluzelles, tandis que la chapelle de Courcelles n'accueillait qu'une messe annuelle et était entretenue par les habitants. Leurs saints patrons respectifs étaient saint Blaise pour Angluzelles, et saint Marcoul pour Courcelles.

### Révolution française
A la veille de la Révolution française, la paroisse comptait, selon le dénombrement de 1773-1788, 98 hommes, 94 femmes, 14 garçons et 24 filles, soit un total de 230 habitants. Le seigneur d'Angluzelles était l'abbé de Morlan, prieur d'Angluzelles, tandis que le seigneur de Courcelles était Nicolas-Antoine Chambault de Fresnay, seigneur de Tortepée et de Faux-Fresnay. Les récoltes étaient essentiellement constituées d'avoine (60 %), de seigle (30 %) et de sarrasin (6 %). Le blé et l'orge étaient cultivés en très faibles quantités, tandis que 3 arpents de vignes étaient plantés en 1787, à titre d'essai.
C'est dans ce contexte que, le 8 mars 1789, l'avis pour la convocation des États généraux a été lu et publié dans la paroisse d'Angluzelles-et-Courcelles. Le même jour, les habitants se réunirent au presbytère d'Angluzelles sous la présidence du syndic municipal, Nicolas Truffé. Ils indiquèrent dans leurs doléances que les mauvaises récoltes, la cherté des grains et les dépenses dues à la rigueur de l'hiver passé étaient trop importantes pour que de nouvelles contributions financières leur soient imposées. Ils demandèrent également que l'impôt soit proportionné à la richesse et que tous soient égaux devant la justice. En outre, ils insistèrent sur la nécessité de prendre des mesures sévères contre les vagabonds qui pillaient régulièrement leurs légumes. Les habitants de Courcelles rappelèrent ensuite le conflit qui les avaient opposés au curé de la paroisse, Jean-François Navel, qui se refusait à dire la messe dans l'église de Courcelles, ne desservant ainsi que l'église d'Angluzelles.

### XIXesiècle
La population de la commune a fortement augmenté au cours de la première moitié du XIXe siècle, passant de 200 habitants en 1793 à 354 habitants en 1856. Cette augmentation est particulièrement importante à Courcelles, qui compta jusqu'à une cinquantaine d'habitants de plus qu'Angluzelles en 1846, alors que cette dernière était trois fois plus peuplée que Courcelles au siècle précédent. La commune a également compté jusqu'à une douzaine d'habitants au château et à la ferme du Hulot, lieu situé à proximité de la commune de Thaas. Au cours du siècle, quelques habitants ont également résidé, par intermittences, aux lieux-dits des Buttes et du Four à Chaux.

### XXesiècle
À partir des années 1870,  le phénomène d'exode rural a conduit à une diminution progressive de la population de la commune. Le nombre d'habitants s'est en effet réduit à 237 en 1906, puis 180 en 1962, avant de se stabiliser autour de 140 habitants depuis les années 1970.

## Politique et administration
| Période                                  | Période  | Identité                   | Étiquette | Qualité |
| ---------------------------------------- | -------- | -------------------------- | --------- | ------- |
| Les données manquantes sont à compléter. |          |                            |           |         |
|                                          |          | Denis Noblot               |           |         |
|                                          | 1796     | Joseph Besset              |           |         |
| 1796                                     | 1798     | Joseph Danton              |           |         |
| 1798                                     | 1806     | Pierre Guillemot           |           |         |
| 1806                                     | 1820     | Vincent Savinien Coffinet  |           |         |
| 1820                                     | 1871     | Pierre Dominique Guillemot |           |         |
| 1871                                     | 1876     | Pierre Gabriel Fossoyeux   |           |         |
| 1876                                     | 1878     | Gabriel Billebaut          |           |         |
| 1878                                     | 1888     | Pierre Gabriel Fossoyeux   |           |         |
| 1888                                     | 1888     | Parre Désiré Vry           |           |         |
| 1888                                     | 1896     | Joseph Julien Mangin       |           |         |
| 1896                                     | 1901     | Gabriel Fossoyeux          |           |         |
| Les données manquantes sont à compléter. |          |                            |           |         |
| avant 1995                               | 1995     | Jean-Claude Pliez          |           |         |
| 1995                                     |          | Jean-François Courjan      |           | ,       |
| 2020                                     | En cours | Alexandre Séguiniol        |           |         |

## Démographie
L'évolution du nombre d'habitants est connue à travers les recensements de la population effectués dans la commune depuis 1793. Pour les communes de moins de 10 000 habitants, une enquête de recensement portant sur toute la population est réalisée tous les cinq ans, les populations de référence des années intermédiaires étant quant à elles estimées par interpolation ou extrapolation. Pour la commune, le premier recensement exhaustif entrant dans le cadre du nouveau dispositif a été réalisé en 2008.

En 2022, la commune comptait 143 habitants, en évolution de −5,92 % par rapport à 2016 (Marne : −1,19 %, France hors Mayotte : +2,11 %).
| 1793 | 1800 | 1806 | 1821 | 1831 | 1836 | 1841 | 1846 | 1851 |
| ---- | ---- | ---- | ---- | ---- | ---- | ---- | ---- | ---- |
| 200  | 226  | 295  | 269  | 332  | 346  | 329  | 348  | 344  |

| 1856 | 1861 | 1866 | 1872 | 1876 | 1881 | 1886 | 1891 | 1896 |
| ---- | ---- | ---- | ---- | ---- | ---- | ---- | ---- | ---- |
| 354  | 329  | 345  | 349  | 324  | 300  | 292  | 279  | 260  |

| 1901 | 1906 | 1911 | 1921 | 1926 | 1931 | 1936 | 1946 | 1954 |
| ---- | ---- | ---- | ---- | ---- | ---- | ---- | ---- | ---- |
| 255  | 237  | 224  | 196  | 198  | 191  | 186  | 201  | 196  |

| 1962 | 1968 | 1975 | 1982 | 1990 | 1999 | 2006 | 2008 | 2013 |
| ---- | ---- | ---- | ---- | ---- | ---- | ---- | ---- | ---- |
| 180  | 152  | 137  | 137  | 140  | 143  | 138  | 136  | 147  |

| 2018 | 2022 | - | - | - | - | - | - | - |
| ---- | ---- | - | - | - | - | - | - | - |
| 140  | 143  | - | - | - | - | - | - | - |

## Lieux et monuments
- Église Saint-Blaise d'Angluzelles.
- Église Saint-Marcoult de Courcelles.

## Personnalités liées à la commune
- Pierre Dominique Guillemot (1791-1877), maire de la commune pendant 51 ans, chevalier de la Légion d'honneur[32], membre de la Chambre consultative d'agriculture d’Épernay.